# Житарник
Житарник (болг. Житарник) — село в Болгарии. Находится в Кырджалийской области, входит в общину Кырджали. Население составляет 9 человек.

## Политическая ситуация
В местном кметстве Воловарци, в состав которого входит Житарник, должность кмета (старосты) исполняет Мюнюр Бейсим Мюмюн (Движение за права и свободы (ДПС)) по результатам выборов.
Кмет (мэр) общины Кырджали — Хасан Азис (Движение за права и свободы (ДПС)) по результатам выборов.